# Кришнан Сасикиран
Кришнан Сасикиран е индийски шахматист, международен гросмайстор.

## Шахматна кариера
През януари 2003 г. спечелва 40-ото първенство на Индия с резултат 16 точки от 20 възможни. През март спечелва азиатското индивидуално първенство в Доха. През юли спечелва „Politiken Cup“ в Копенхаген с резултат 9 точки от 11 възможни.
През юни 2004 г. участва на световното индивидуално първенство в Триполи, където е отстранен в първия кръг от Леонид Криц с 2-0 точки. През юли завършва на второ място в гросмайсторския турнир на шахматния фестивал в Бил, където записва резултат 6 точки от 10 възможни. През август спечелва международен турнир във Влисинген, заемайки 1-3 м. със Сергей Тивяков и Даниел Стелваген.
През януари 2005 г. спечелва международен открит турнир в Ню Делхи с резултат 9 точки от 11 възможни. След последния кръг заема 1-2 м. с Abhijit Kunte, но Сасикиран е обявен за краен победител. През април спечелва с Ян Тиман 13-ото издание на турнира „Sigeman & Co“ с резултат 6,5 точки от 9 възможни. През юни завършва на трето място на „Мемориал Дьорд Маркс“ с резултат 5,5 точки от 10 възможни. През юли спечелва международен открит турнир в Бенаске с резултат 9 точки от 10 възможни. В края на годината участва в световната купа на ФИДЕ, където е отстранен във втория кръг от Сергей Рубльовски с 2,5-3,5 точки.
През март 2006 г. спечелва международен турнир в Ла Рош сюр Йон с резултат 6 точки от 9 възможни.
През 2007 г. участва в световната купа на ФИДЕ в Ханти Мансийск, където е отстранен в четвъртия кръг от Руслан Пономарьов.
През април 2008 г. завършва на второ място на открит турнир в Колката с резултат 8,5 точки от 10 възможни. През август спечелва „Мемориал Найдорф“ с резултат 7 точки от 9 възможни. През октомври спечелва отборното първенство на Хърватия с клуб „SK Zagreb“. През декември заема първо място на международния турнир в Памплона.
През 2009 г. участва в световната купа на ФИДЕ, където е отстранен във втория кръг от Етиен Бакро с 0-2 точки.
През февруари 2010 г. спечелва сребърен медал от отборното първенство на Индия с клуб „Petroleum Sports P B“.